# دانشگاه زنان تگزاس
دانشگاه زنان تگزاس (به انگلیسی: Texas Woman's University) یکی از دانشگاه‌های خصوصی ایالت تگزاس در ایالات متحده آمریکا می‌باشد.
این دانشگاه که در سال ۱۹۰۱ تأسیس گشت در سه شهر دنتون، دالاس، و هیوستون شعبه دارد و در سال ۲۰۰۶ بیش از ۱۱٬۸۰۰ دانشجو ثبت نام بعمل آورد.

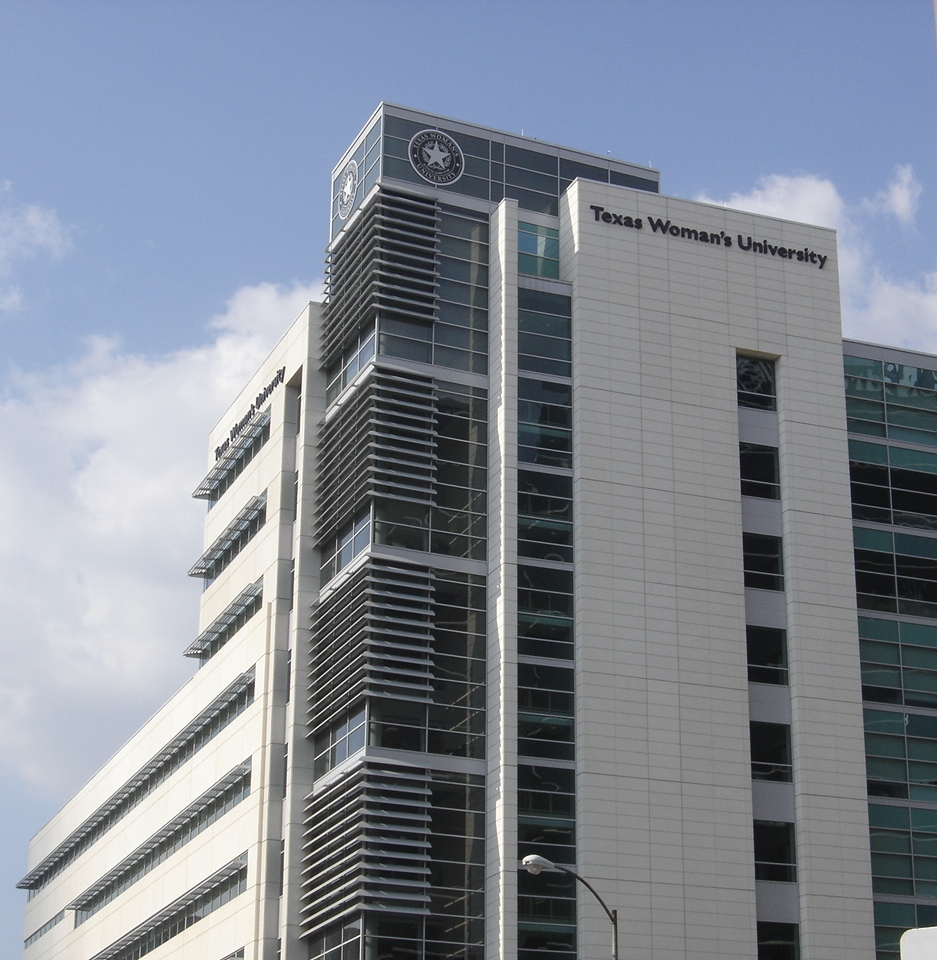
نمایی از شعبه دانشگاه در هیوستون

## نگارخانه

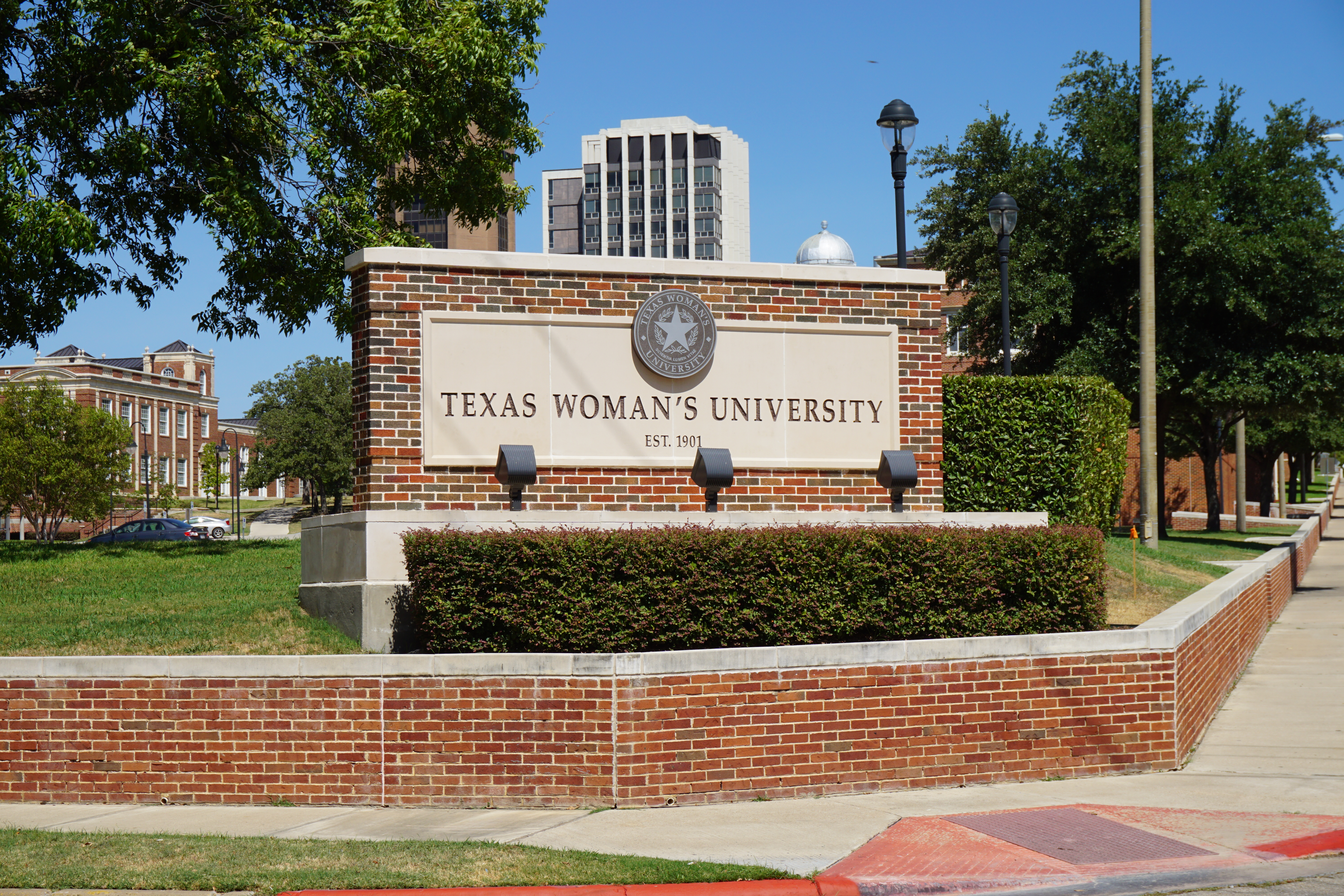
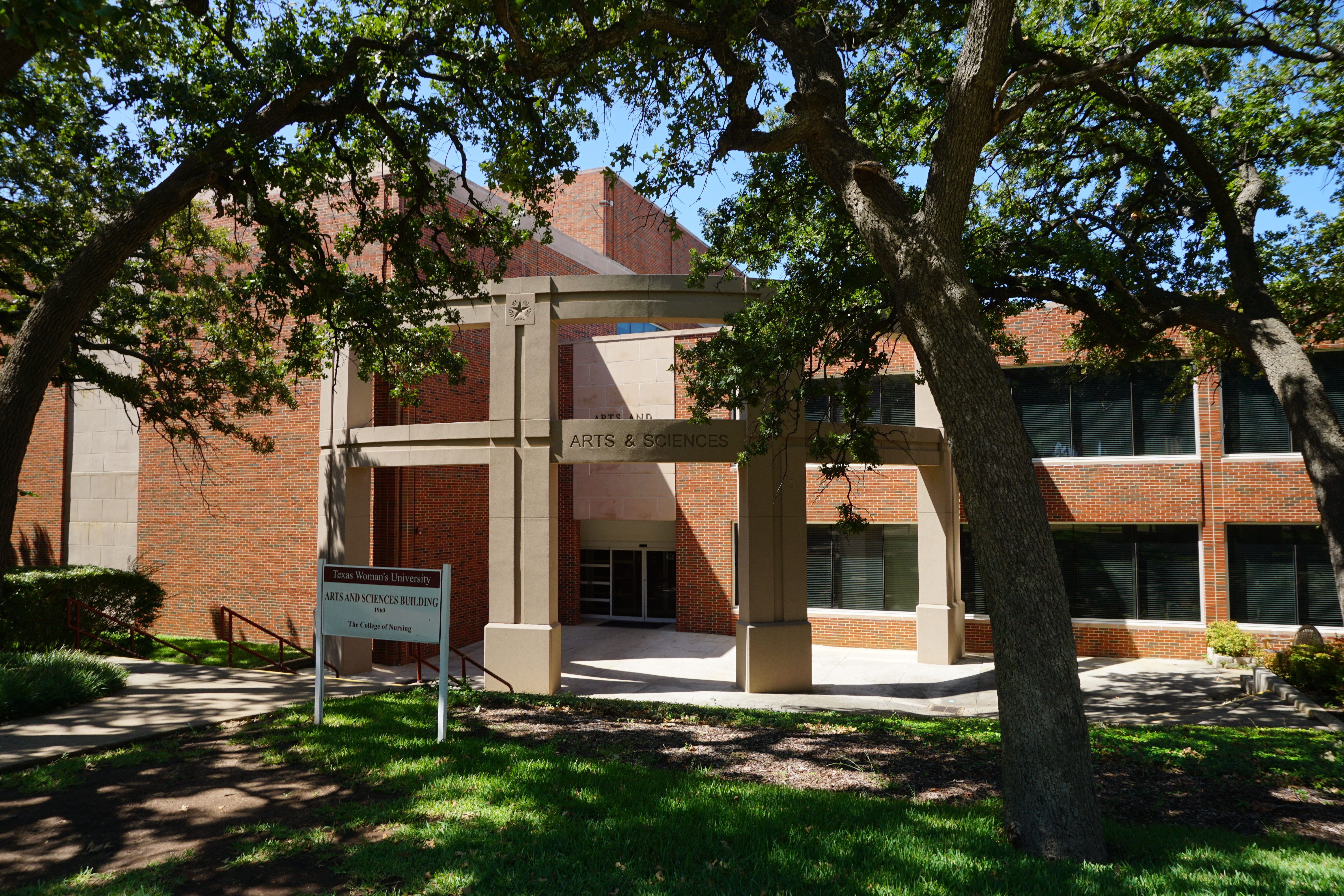
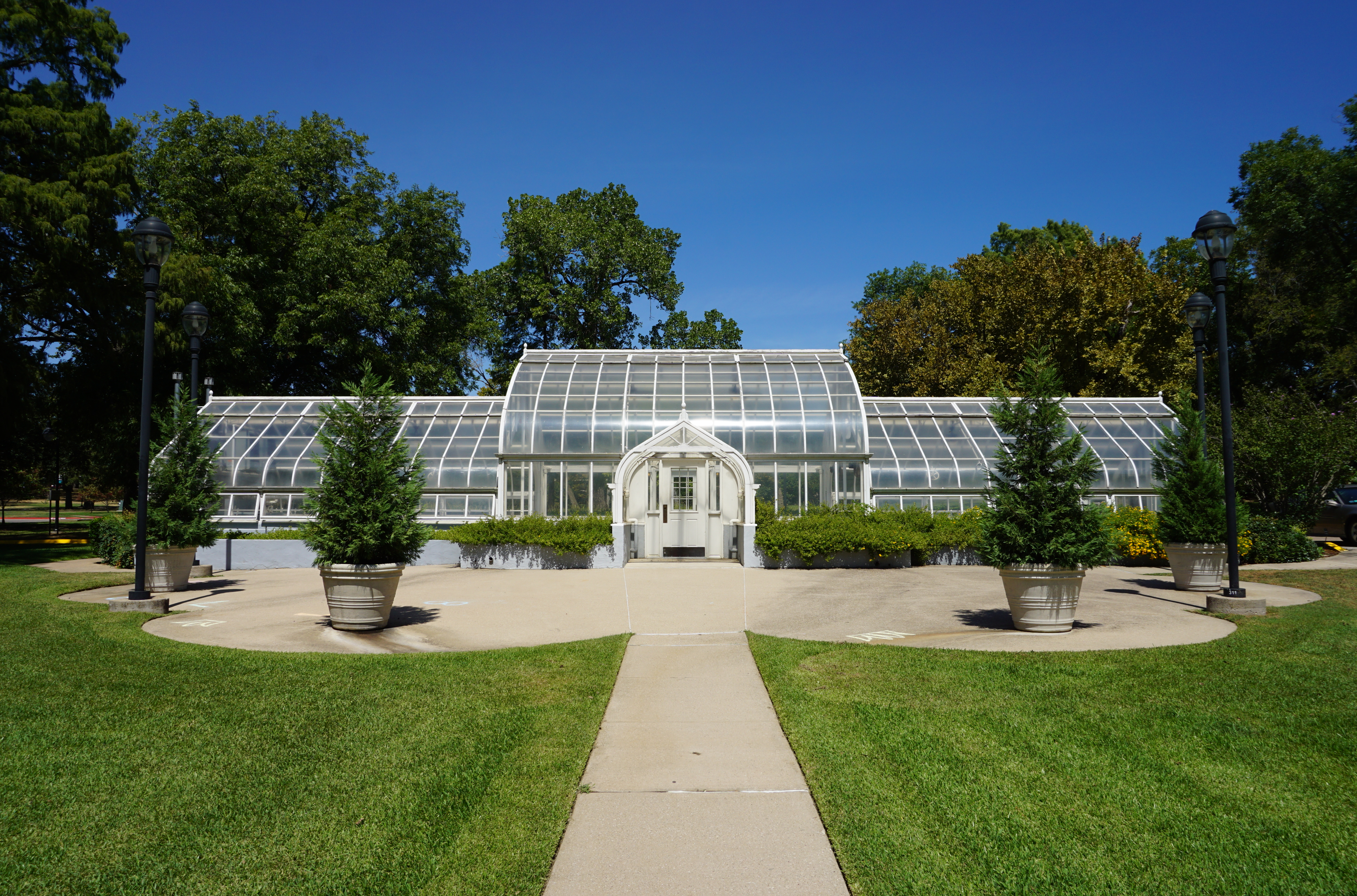
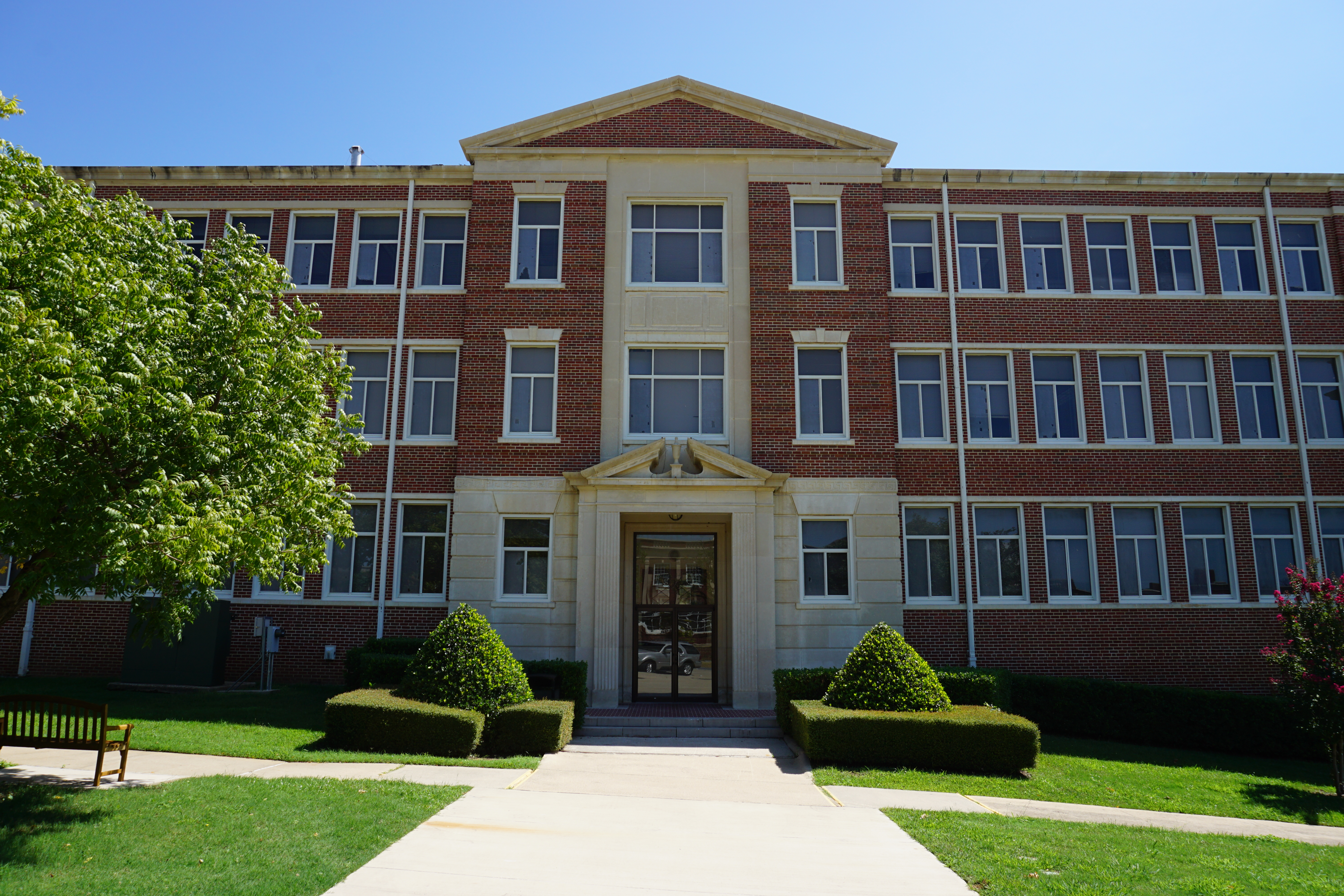
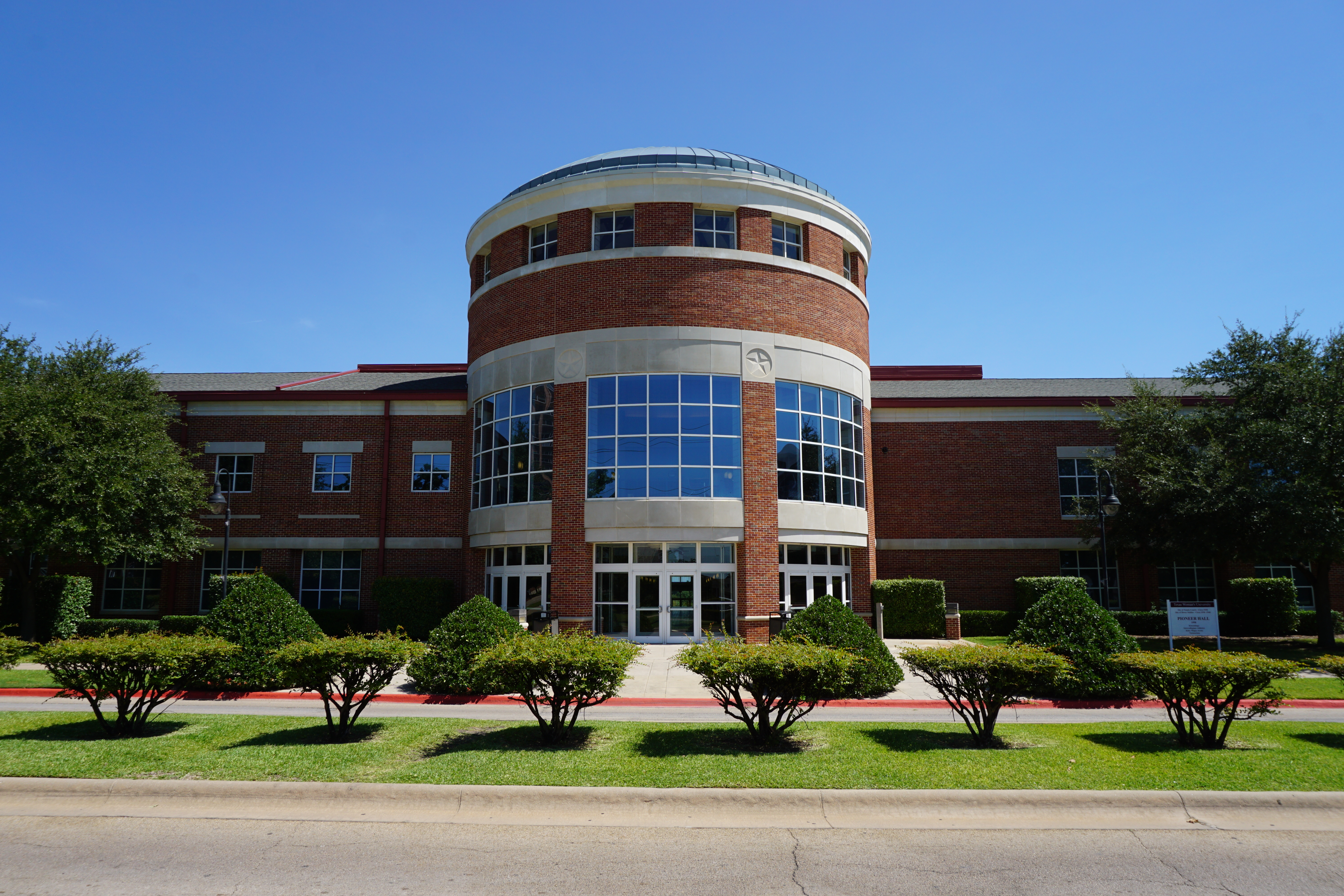
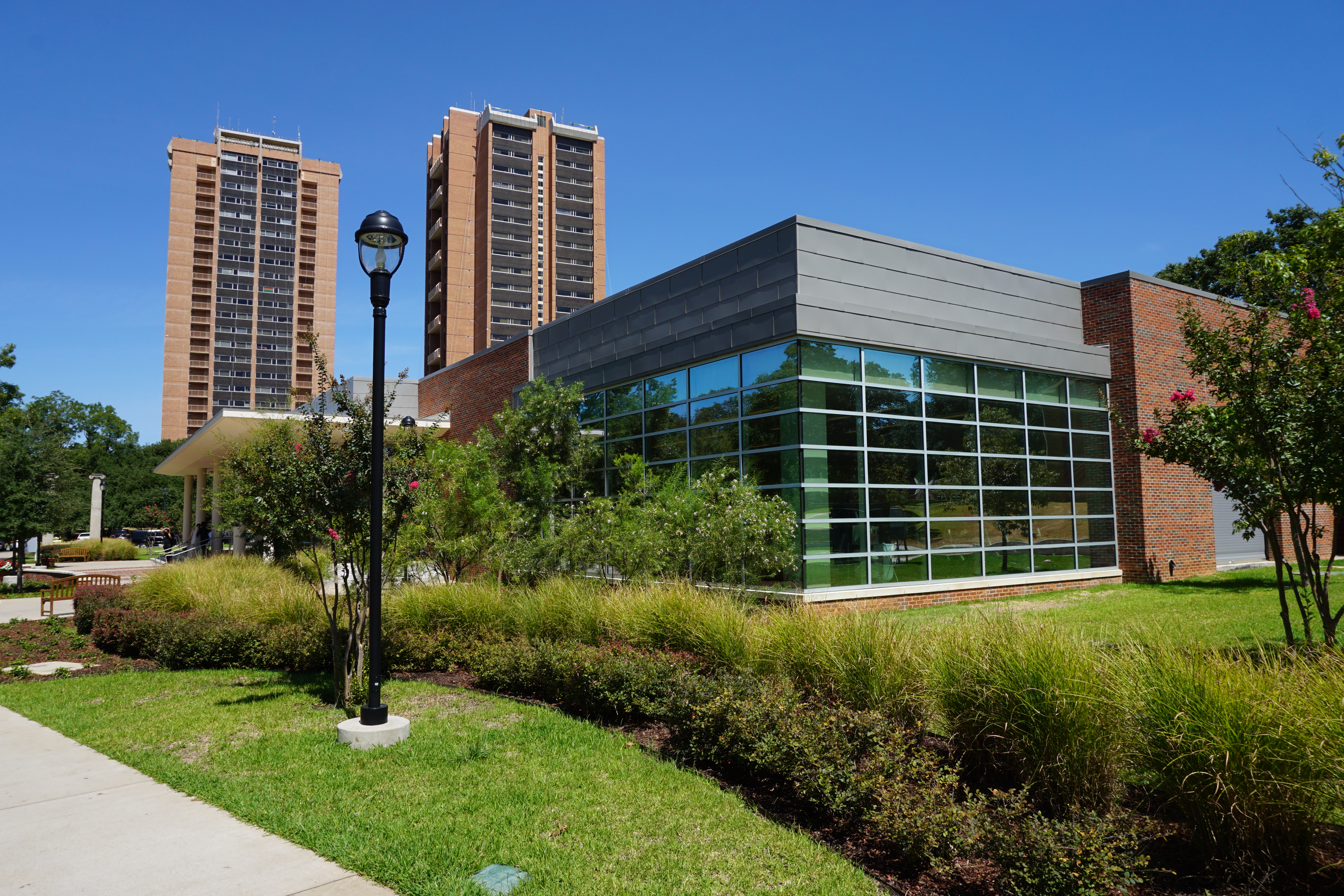